# Lingueglietta
Lingueglietta è una frazione del Comune di Cipressa in provincia di Imperia, ed è rimasta uno dei borghi più caratteristici dell'intero ponente ligure. È stata recensita come uno dei borghi più belli d'Italia.
Il suo impianto medioevale è praticamente ancora intatto.

## Nome
L'antica Vinguilia deriva il nome attuale dalla famiglia feudale dominante nella zona nel Medioevo, i Lengueglia.

## Storia

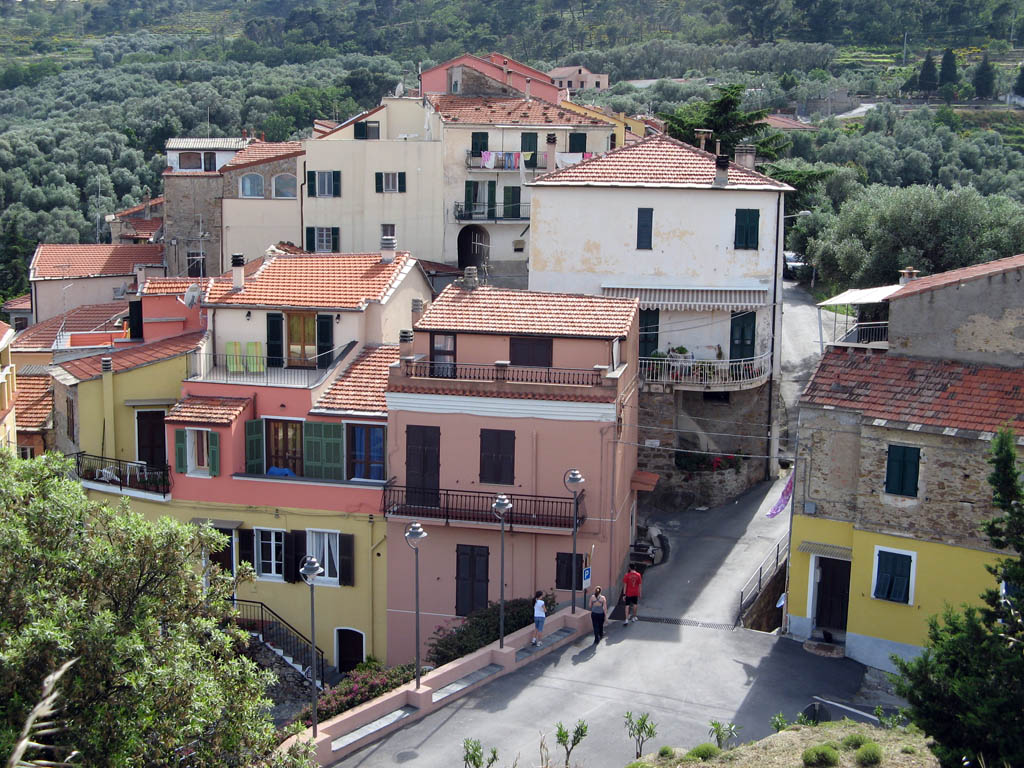
Vista dai ruderi del castello

- 1049: Anselmo Quaranta, capostipite della dinastia dei Lengueglia, riceve le terre in cui è compresa l'odierna Lingueglietta dai marchesi di Clavesana; la famiglia feudale dei Lengueglia attribuisce il proprio nome al borgo, che le apparterrà fino all'epoca napoleonica.
- 1153: prime notizie certe sull'antica Vinguilia: il borgo è già sede comitale e si sviluppa come un comune rurale. È il fulcro di tutte le vicende umane e politiche che coinvolsero la vallata, e riesce, nel corso dei secoli, a mantenere una precaria indipendenza dagli invadenti Genovesi;
- 1277: Cipressa si dota dei primi statuti comunali e fa parte del territorio sottomesso ai conti di Ventimiglia;
- 1284: Lingueglietta partecipa alla Battaglia della Meloria tra Genova e Pisa, contribuendo con 60 marinai e 4 nocchieri alla flotta genovese;
- 1434: gli statuti comunali di Lingueglietta confermano il progressivo sciogliersi dei legami feudali;
- 1814: dopo la caduta di Napoleone, il Papa Pio VII si trova a transitare sulla strada che fiancheggia il borgo e viene lungamente festeggiato dalla popolazione;
- 1815: Lingueglietta passa con tutta la Liguria sotto il Regno di Sardegna come parte della Divisione di Nizza;
- 1860: ceduta Nizza alla Francia, Lingueglietta entra nella nuova Provincia di Porto Maurizio come comune autonomo;
- 1928: il regime fascista riorganizza profondamente gli enti locali: in questo ambito, Lingueglietta diventa frazione del Comune di Cipressa;
- dopoguerra: come in tutto il Ponente ligure, anche a Lingueglietta si sviluppa la floricoltura (soprattutto dei garofani) ed il borgo diventa meta preferita di numerosi turisti, soprattutto nel nord Europa (tedeschi, olandesi, francesi) che vi si stabiliscono restaurando molte delle case del centro storico.

## Architettura
Oggi Lingueglietta si presenta con i caratteristici carruggi recentemente rinnovati e pavimentati. Essi sono orientati in senso longitudinale e collegati fra loro da rampe e passaggi coperti, volte ed archi di chiara impronta medievale. Le case, dislocate a strapiombo sulla valle, sono strette l'una all'altra per formare una cortina di difesa naturale, che qui sostituiva la cinta muraria. Fulcro della vita civile era la loggia municipale, che sotto l'archivolto conserva intatte le antiche unità di misura in pietra per olio, vino e grano e quella lineare della canna.
Il paese antico si è sviluppato intorno al castello e alla chiesa medievale. Dell'età feudale rimane l'aggregato urbano fatto di vicoli stretti e tortuosi che scendono verso le campagne, mentre dell'antico castello dei signori di Lengueglia non restano che i ruderi del XIII secolo, osservabili dalla piazza antistante alla Chiesa parrocchiale.
Scendendo lungo via Marconi si aprono panorami sulla sottostante valle del torrente San Lorenzo, verso il comune omonimo ed il mare. Giunti alla fine del borgo, alzando lo sguardo s'intravede l'abside della tardo-romanica Chiesa di San Pietro, successivamente trasformata in fortezza.

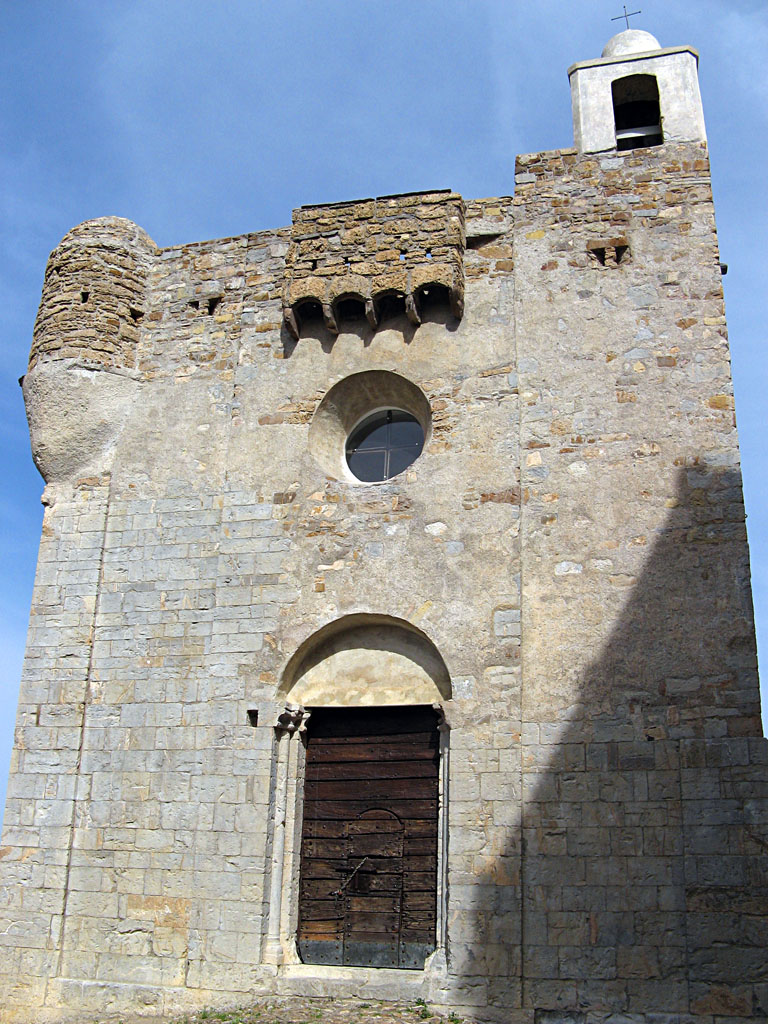
Facciata della chiesa-fortezza di San Pietro
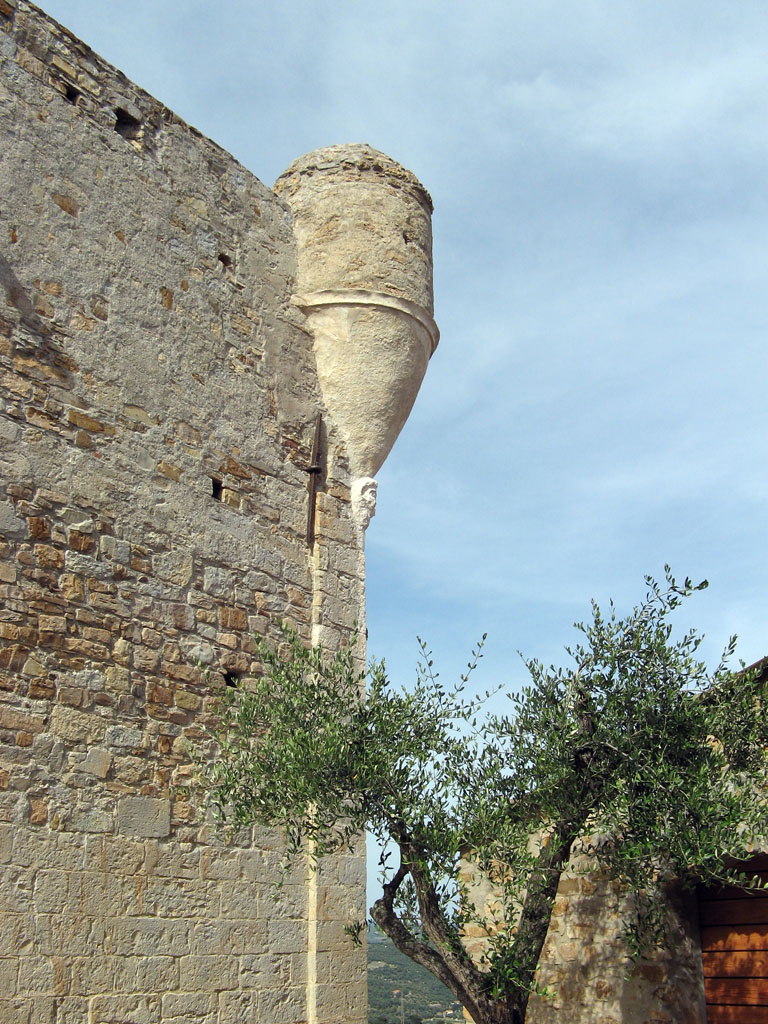
San Pietro: una delle garitte
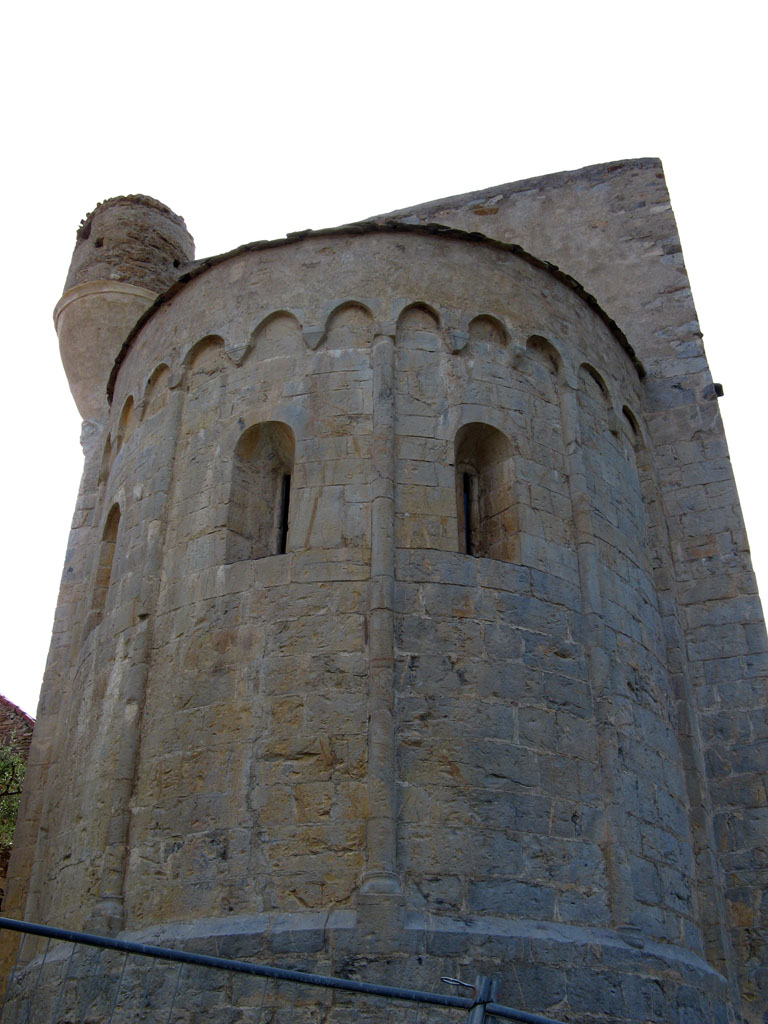
San Pietro: l'abside romanico
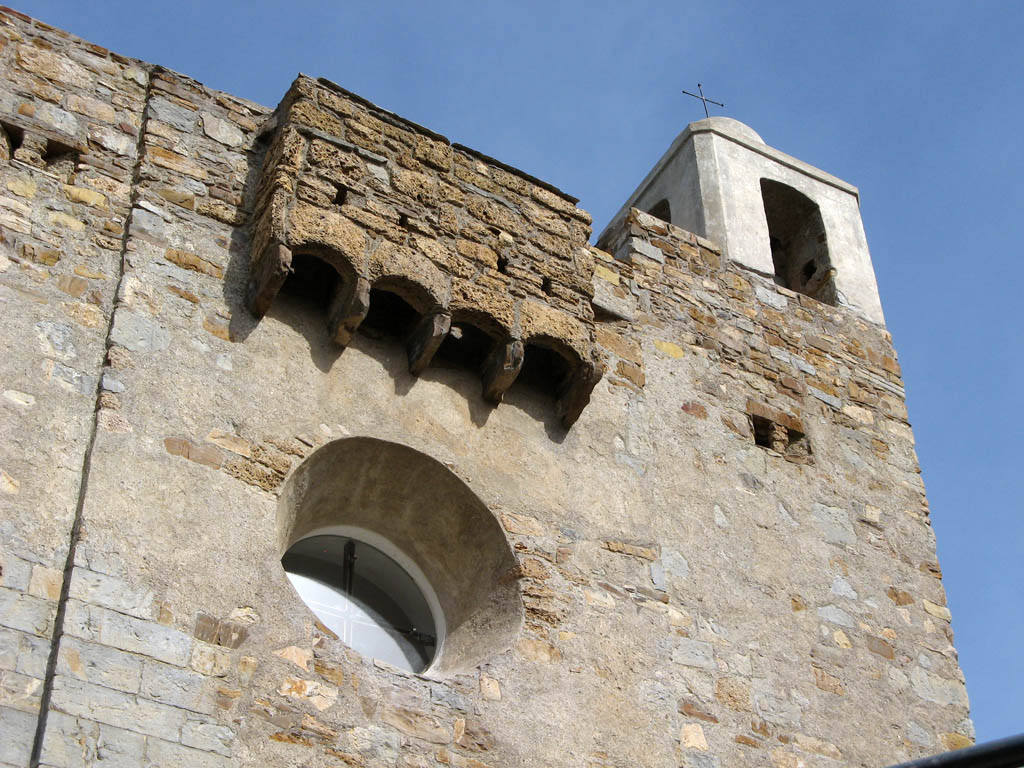
San Pietro: caditoia sulla facciata
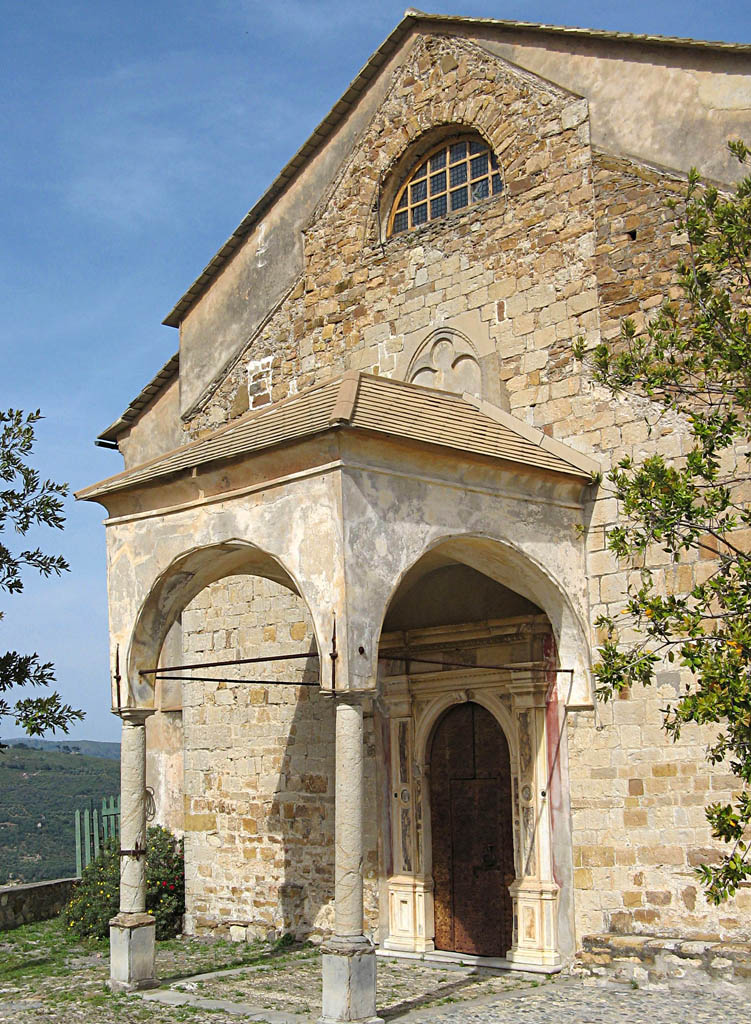
Facciata e portico della chiesa parrocchiale
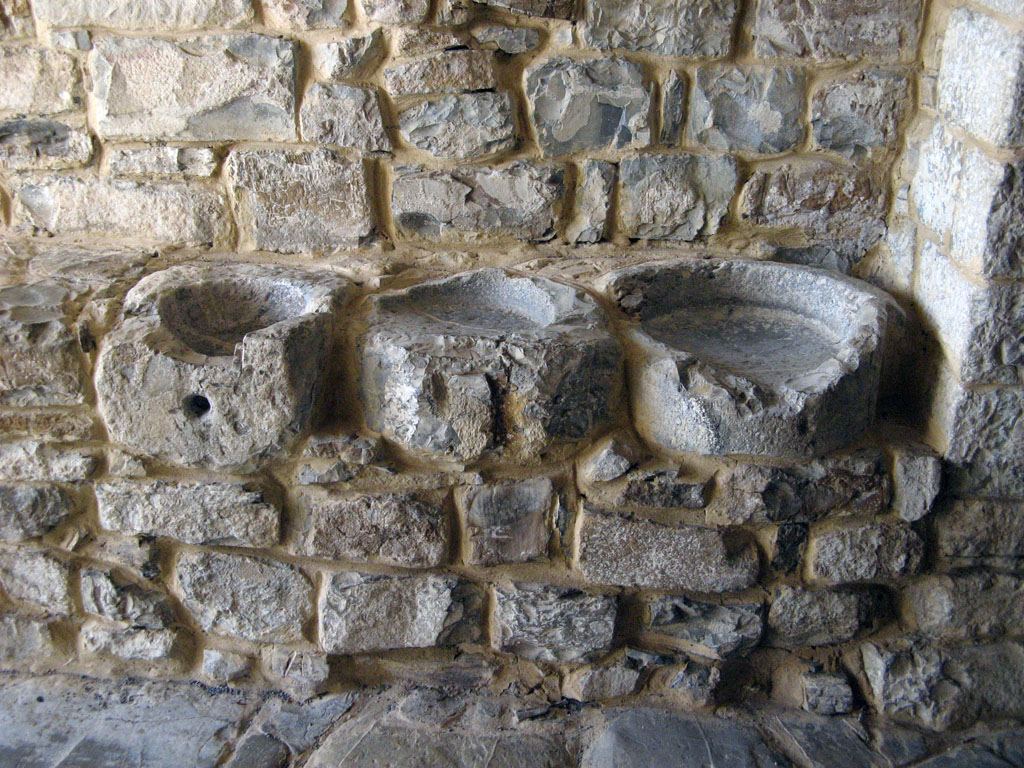
Le antiche unità di misura locali nella loggia del borgo

## Monumenti

### Architetture religiose
- Chiesa parrocchiale della Natività di Maria Vergine nel centro storico della frazione di Lingueglietta, risalente al XIII secolo. Nell'ultimo altare laterale di sinistra si conservano le spoglie mortali di san Clemente, qui sistemate nel 1762 ed oggetto di particolare culto;
- Chiesa-fortezza di San Pietro, monumento simbolo del borgo di Lingueglietta. È un raro esempio di edificio religioso (della metà del XIII secolo) trasformato in fortezza, per ragioni difensive, all'epoca delle scorrerie barbaresche che afflissero il ponente ligure all'incirca a metà del XVI secolo;
- Oratorio dell'Annunziata, posto a lato della Chiesa parrocchiale.

### Architetture militari
- Ruderi del castello. Nella piazza antistante la Chiesa parrocchiale si possono osservare i ruderi dell'antico castello dei signori di Lengueglia. Le poche pietre rimaste sono del XIII secolo.

## Trasporti e vie di comunicazione

### Strade ed autostrade
Lingueglietta è raggiungibile uscendo dall'Autostrada A10 "dei Fiori" al casello autostradale di Imperia Ovest, quindi percorrere l'Aurelia fino a San Lorenzo al Mare e seguire le indicazioni per Lingueglietta.
Il paese è percorribile quasi solo a piedi, quindi è necessario parcheggiare nella piazza della chiesa.
Tuttavia attraversandolo lungo l'unica strada percorribile in auto e proseguendo fino sul crinale è possibile raggiungere Boscomare.

### Linee ferroviarie
La stazione dei treni più vicina è quella di Imperia.

### Autolinee
Vi sono linee di autobus (solo nei giorni feriali) da Imperia fino a Cipressa che fanno una diramazione fino a Lingueglietta (dal bivio denominato volgarmente "La tabella" a L. e poi di nuovo giù fino a Cipressa con fermate sotto Costarainera). Di particolare effetto è la manovra della "corriera" nello spiazzo prima della strettoia con vari avanti e indietro per rigirarsi verso valle.

## Il prodotto del borgo
Come tutta la zona collinare del ponente ligure, la coltura predominante è l'olivo ed il prodotto principale è quindi l'Olio extravergine d’oliva.

## Gastronomia
Non c'è un unico piatto che caratterizzi Lingueglietta, ma un menu variato e tipicamente ligure, che va dal piatto più povero, i "frisciöi" (frittelle) - che si cucinavano con gli avanzi di minestre e verdure bollite - alla "fařinà" (farinata), servita calda con foglie di cipollotto e su letto di carciofi nostrani. 
Per quanto riguarda le carni, si può spaziare dal coniglio, allevato nelle stalle lungo i carruggi, al cinghiale cacciato nella boscaglia mediterranea. 
Sono dolci tipici "a fugàssa" ricoperta di zucchero e i biscotti alla lavanda.

## Curiosità
Sotto un portico del borgo sono ancora oggi murate, in ottime condizioni di conservazione, tre antiche unità di misura e di capacità locali, usate per alimenti (grano, olio ed olive o vino), che servivano da riferimento per il commercio.